# Бутифарра
Бутифарра (исп. Butifarra) — колбаса из рублёной свинины со специями, блюдо каталонской кухни. Получила распространение и в Южной Америке.
В Древнем Риме эту колбасу называли ботула или луканика.

## Способы употребления
Существуют свежие (не варёные) колбасы, которые готовят непосредственно перед употреблением, и варёные, которые перед подачей нарезают на ломтики.
Входят в состав такого каталонского блюда, как эскуделья. Другие блюда с бутифаррой: бутифарра на гриле с белой фасолью, бутифарра с тушёными бобами, рагу с бутифаррой, колбасные омлеты и др.

## Бутифарра в Каталонии
Существует огромное разнообразие этих колбас. Самые известные:
Белая бутифарра — из нежирного мяса и яиц, типична для карнавального сезона в Каталонии;
Чёрная бутифарра — постное мясо в сочетании со свиной кровью.
Также существуют разновидности бутифарры с трюфелем, с печенью, с языком, с луком и кедровыми орехами и др.

## Бутифарра в Латинской Америке
На побережье Колумбии бутифарра ― более короткая и округлая колбаса, которую едят с булочкой из юкки, лимоном или соком лайма. В Аргентине и Уругвае бутифарра — очень жирная и нежная колбаса, больше похожая на паштет в оболочке. В Парагвае бутифаррой называют мелко нарезанный жирный чоризо, который обычно готовят в асадо. В Перу слово "бутифарра" используется для обозначения бутерброда с региональной ветчиной.
Бутифарра популярна в Сальвадоре, её можно найти в Боливии и Мексике.